# 高橋義治
高橋 義治（たかはし よしはる、1916年（大正5年）6月6日 - 1986年 （昭和61年）7月16日）は、日本の実業家。全国朝日放送（テレビ朝日）取締役、イ・アイ・イグループ（EIE）代表取締役会長、慈悲庵、まどか保育園各理事等を務めた。
戦後のモノ不足の時代に輸入物資を売りさばいて財を築いた。いくつかの事業を手がけた後に、日本教育テレビ（NET）の設立に関わり、取締役に就任した。電通顧問の高橋治之、イ・アイ・イグループ代表の高橋治則は息子。

## 来歴・人物
長崎県・高橋猪之助の長男。高橋家は江戸時代、平戸松浦藩の藩士だった。
法政大学経済学科卒業。戦前はいわゆる満州浪人で、1941年（昭和16年）東満洲産業秘書課を経て、鉄鋼原料統制会に勤務する。

### NET入社
1946年（昭和21年）東洋物産常務、1952年（昭和27年）SKB鉄砲販売常務となる。その後、映画、放送の業界紙『中央通信』を始め、東映系の人間として、1957年（昭和32年）日本教育テレビ創立事務所に入社。技術部長を手始めに、開局時には総務局次長として資材関係を仕切る。社長の赤尾好夫とは、鉄砲、狩猟仲間で親しくなった。義治はコンバータ（UHFコンバータ）の特許を持っていて、北海道テレビ放送（HTB）社長の岩澤靖（次男・治則の岳父）と組んで、製造・販売し大儲けした。コンバータは、「SI（シングル・イワサワ）」と名付けられ、岩澤グループ社員が大量動員され、広大な北海道で売りまくる取り付け作戦を展開した。
1968年（昭和43年）11月、岩澤のHTBはNETをキー局にU波の第1号局として、本放送を開始するが、弱小ネットのNETにとっては2局目のフルネットとなり大きな橋頭堡となった。この功績から取締役に選任され、コンバータで一財産を築き羽振りがみるみる良くなり、NETに勤めていながら数寄屋橋に個人事務所も構えた。

### EIE社長
技術、業務関係の局長を務めていた時、NETにテープを納めていたのが、EIEだった。ところが、この会社は景気が悪くて、にっちもさっちも行かなくなって、義治にやってくれないかと頼んできた。相談を受けた長男・治之は、「治則が政治家になるためにビジネスをすると言っていたから、2人でやったら」と返事をした。1977年（昭和47年）3月、EIEの社長に義治、副社長に治則が就任した。ほかに高級リゾート「ベルハンドクラブ」社長を務めた。
1986年、東京都にて死去。
趣味は旅行、写真、ゴルフ。宗教は禅宗。
住所は東京都品川区小山。長崎県平戸市在籍。

## 家族・親族

### 高橋家
（長崎県平戸市、東京都目黒区、品川区小山、世田谷区用賀）
- 父・猪之助[3]
- 母・信（松浦純恪三女）
- 妻・朝子（北田正寅次女[3]、代言人北田正董孫）

大正8年（1919年）8月生 - 平成21年（2009年）10月没
- 長男・治之[3]（実業家）

昭和19年（1944年）4月生 -
- 次男・治則[3]（実業家）

昭和20年（1945年）10月生 - 平成17年（2005年）7月没
2005年7月18日死去した。死因はくも膜下出血。59歳だった。旧東京協和・安全の2つの信用組合の乱脈融資事件で、背任の罪に問われていた。
- 弟・康夫（実業家、TBS元総務局次長、シーコム常勤監査役）[13]

昭和3年（1928年）2月生 -?

### 親戚
- 北田正典（妻の兄、実業家、元石油通信社社長）
- 北田正元（妻の叔父、外交官）
- 大橋武夫（妻の従兄、政治家、元労働大臣、運輸大臣）
- 浜口雄幸（北田正元と大橋武夫の義父、政治家、元総理大臣）
- 濱口雄彦（銀行家）
- 浜口巌根（銀行家）